# Пантофен омар
Scyllarus arctus е вид ракообразно от семейство Scyllaridae.

## Разпространение
Видът е разпространен в Албания, Алжир, Босна и Херцеговина, Великобритания, Гибралтар, Гърнси, Гърция (Егейски острови и Крит), Джърси, Египет, Западна Сахара, Израел, Испания (Балеарски острови, Канарски острови и Северно Африкански територии на Испания), Италия (Сардиния и Сицилия), Кипър, Либия, Ливан, Мароко, Палестина, Португалия (Азорски острови и Мадейра), Сирия, Словения, Тунис, Франция (Корсика), Хърватия и Черна гора.